# 만수 (래퍼)
만수(1992년 11월 18일 ~)는 대한민국의 가수다. 2015년 디지털 싱글 앨범 [1PS]로 데뷔했다.

## 방송
- 쇼미더머니3 (2014) - Top25

## 공연
- The Ugly Junction, Live "발아" 19 (2016)
- 창동사운드시리즈3 - 힙합외전 (2016)
- 만수 in the 플레이스 뮤직프로젝트 [놀 100] (2017)